# Ligue des champions féminine de l'UEFA 2013-2014
Navigation
Édition précédente Édition suivante
La Ligue des champions féminine de l'UEFA 2013-2014 est la onzième édition de la plus importante compétition inter-clubs européenne de football féminin.
Elle se déroule lors de la saison 2013-2014 et oppose les vainqueurs des différents championnats européens de la saison précédente ainsi que les dauphins des huit meilleurs championnats.
La finale se déroule à Lisbonne au Stade de Restelo et voit la victoire du VfL Wolfsbourg face au Tyresö FF sur le score de quatre buts à trois.

## Participants
Le schéma de qualification de la Ligue des champions féminine de l'UEFA 2013-2014 est le suivant :
- les huit meilleures associations les mieux classées au coefficient UEFA à l'issue de la saison 2011-2012 ont leurs clubs champion et vice-champion qualifiés directement pour les seizièmes de finale,
- les six meilleures associations suivantes au coefficient UEFA ont uniquement leurs clubs champion qualifié directement pour les seizièmes de finale,
- les trente-deux autres associations passe par une phase de qualification pour rejoindre les autres équipes.

Contrairement à la Ligue des champions masculine, les fédérations européennes ne présentent pas toutes une équipe, donc le nombre exact d'équipes n'est pas fixé jusqu'à ce que la liste d'accès soit complètement connue.
| Seizièmes de finale | Seizièmes de finale | Seizièmes de finale | Seizièmes de finale | Seizièmes de finale | Seizièmes de finale | Seizièmes de finale | Seizièmes de finale | Seizièmes de finale | Seizièmes de finale | Seizièmes de finale | Seizièmes de finale | Seizièmes de finale | Seizièmes de finale | Seizièmes de finale | Seizièmes de finale |
| --- | --- | --- | --- | --- | --- | --- | --- | --- | --- | --- | --- | --- | --- | --- | --- |
| - VfL Wolfsbourg Champion d'Allemagne 2012-2013 - FFC Turbine Potsdam Vice-champion d'Allemagne 2012-2013 - Olympique lyonnais Champion de France 2012-2013 - Paris Saint-Germain Vice-champion de France 2012-2013 - Tyresö FF Champion de Suède 2012 - LBFC Malmö Vice-champion de Suède 2012 - FK Zorkiy Krasnogorsk Champion de Russie 2012-2013 - WFC Rossiyanka Vice-champion de Russie 2012-2013 - Arsenal LFC Champion d'Angleterre 2012. - Birmingham City LFC Vice-champion d'Angleterre 2012. - Torres CF Champion d'Italie 2012-2013 | - VfL Wolfsbourg Champion d'Allemagne 2012-2013 - FFC Turbine Potsdam Vice-champion d'Allemagne 2012-2013 - Olympique lyonnais Champion de France 2012-2013 - Paris Saint-Germain Vice-champion de France 2012-2013 - Tyresö FF Champion de Suède 2012 - LBFC Malmö Vice-champion de Suède 2012 - FK Zorkiy Krasnogorsk Champion de Russie 2012-2013 - WFC Rossiyanka Vice-champion de Russie 2012-2013 - Arsenal LFC Champion d'Angleterre 2012. - Birmingham City LFC Vice-champion d'Angleterre 2012. - Torres CF Champion d'Italie 2012-2013 | - VfL Wolfsbourg Champion d'Allemagne 2012-2013 - FFC Turbine Potsdam Vice-champion d'Allemagne 2012-2013 - Olympique lyonnais Champion de France 2012-2013 - Paris Saint-Germain Vice-champion de France 2012-2013 - Tyresö FF Champion de Suède 2012 - LBFC Malmö Vice-champion de Suède 2012 - FK Zorkiy Krasnogorsk Champion de Russie 2012-2013 - WFC Rossiyanka Vice-champion de Russie 2012-2013 - Arsenal LFC Champion d'Angleterre 2012. - Birmingham City LFC Vice-champion d'Angleterre 2012. - Torres CF Champion d'Italie 2012-2013 | - VfL Wolfsbourg Champion d'Allemagne 2012-2013 - FFC Turbine Potsdam Vice-champion d'Allemagne 2012-2013 - Olympique lyonnais Champion de France 2012-2013 - Paris Saint-Germain Vice-champion de France 2012-2013 - Tyresö FF Champion de Suède 2012 - LBFC Malmö Vice-champion de Suède 2012 - FK Zorkiy Krasnogorsk Champion de Russie 2012-2013 - WFC Rossiyanka Vice-champion de Russie 2012-2013 - Arsenal LFC Champion d'Angleterre 2012. - Birmingham City LFC Vice-champion d'Angleterre 2012. - Torres CF Champion d'Italie 2012-2013 | - VfL Wolfsbourg Champion d'Allemagne 2012-2013 - FFC Turbine Potsdam Vice-champion d'Allemagne 2012-2013 - Olympique lyonnais Champion de France 2012-2013 - Paris Saint-Germain Vice-champion de France 2012-2013 - Tyresö FF Champion de Suède 2012 - LBFC Malmö Vice-champion de Suède 2012 - FK Zorkiy Krasnogorsk Champion de Russie 2012-2013 - WFC Rossiyanka Vice-champion de Russie 2012-2013 - Arsenal LFC Champion d'Angleterre 2012. - Birmingham City LFC Vice-champion d'Angleterre 2012. - Torres CF Champion d'Italie 2012-2013 | - VfL Wolfsbourg Champion d'Allemagne 2012-2013 - FFC Turbine Potsdam Vice-champion d'Allemagne 2012-2013 - Olympique lyonnais Champion de France 2012-2013 - Paris Saint-Germain Vice-champion de France 2012-2013 - Tyresö FF Champion de Suède 2012 - LBFC Malmö Vice-champion de Suède 2012 - FK Zorkiy Krasnogorsk Champion de Russie 2012-2013 - WFC Rossiyanka Vice-champion de Russie 2012-2013 - Arsenal LFC Champion d'Angleterre 2012. - Birmingham City LFC Vice-champion d'Angleterre 2012. - Torres CF Champion d'Italie 2012-2013 | - VfL Wolfsbourg Champion d'Allemagne 2012-2013 - FFC Turbine Potsdam Vice-champion d'Allemagne 2012-2013 - Olympique lyonnais Champion de France 2012-2013 - Paris Saint-Germain Vice-champion de France 2012-2013 - Tyresö FF Champion de Suède 2012 - LBFC Malmö Vice-champion de Suède 2012 - FK Zorkiy Krasnogorsk Champion de Russie 2012-2013 - WFC Rossiyanka Vice-champion de Russie 2012-2013 - Arsenal LFC Champion d'Angleterre 2012. - Birmingham City LFC Vice-champion d'Angleterre 2012. - Torres CF Champion d'Italie 2012-2013 | - VfL Wolfsbourg Champion d'Allemagne 2012-2013 - FFC Turbine Potsdam Vice-champion d'Allemagne 2012-2013 - Olympique lyonnais Champion de France 2012-2013 - Paris Saint-Germain Vice-champion de France 2012-2013 - Tyresö FF Champion de Suède 2012 - LBFC Malmö Vice-champion de Suède 2012 - FK Zorkiy Krasnogorsk Champion de Russie 2012-2013 - WFC Rossiyanka Vice-champion de Russie 2012-2013 - Arsenal LFC Champion d'Angleterre 2012. - Birmingham City LFC Vice-champion d'Angleterre 2012. - Torres CF Champion d'Italie 2012-2013 | - UPC Tavagnacco Vice-champion d'Italie 2012-2013 - Brøndby IF Champion du Danemark 2012-2013 - Fortuna Hjørring Vice-champion du Danemark 2012-2013 - SV Neulengbach Champion d'Autriche 2012-2013 - ASV Spratzern Vice-champion d'Autriche 2012-2013 - FC Barcelone Champion d'Espagne 2012-2013 - AC Sparta Prague Champion de République tchèque 2012-2013 - Lillestrøm SK Champion de Norvège 2012 - Standard de Liège Meilleure équipe belge de la BeNe League 2012-2013 - Thór Akureyri Champion d'Islande 2012 - CSHVSM Kairat Champion du Kazakhstan 2012 | - UPC Tavagnacco Vice-champion d'Italie 2012-2013 - Brøndby IF Champion du Danemark 2012-2013 - Fortuna Hjørring Vice-champion du Danemark 2012-2013 - SV Neulengbach Champion d'Autriche 2012-2013 - ASV Spratzern Vice-champion d'Autriche 2012-2013 - FC Barcelone Champion d'Espagne 2012-2013 - AC Sparta Prague Champion de République tchèque 2012-2013 - Lillestrøm SK Champion de Norvège 2012 - Standard de Liège Meilleure équipe belge de la BeNe League 2012-2013 - Thór Akureyri Champion d'Islande 2012 - CSHVSM Kairat Champion du Kazakhstan 2012 | - UPC Tavagnacco Vice-champion d'Italie 2012-2013 - Brøndby IF Champion du Danemark 2012-2013 - Fortuna Hjørring Vice-champion du Danemark 2012-2013 - SV Neulengbach Champion d'Autriche 2012-2013 - ASV Spratzern Vice-champion d'Autriche 2012-2013 - FC Barcelone Champion d'Espagne 2012-2013 - AC Sparta Prague Champion de République tchèque 2012-2013 - Lillestrøm SK Champion de Norvège 2012 - Standard de Liège Meilleure équipe belge de la BeNe League 2012-2013 - Thór Akureyri Champion d'Islande 2012 - CSHVSM Kairat Champion du Kazakhstan 2012 | - UPC Tavagnacco Vice-champion d'Italie 2012-2013 - Brøndby IF Champion du Danemark 2012-2013 - Fortuna Hjørring Vice-champion du Danemark 2012-2013 - SV Neulengbach Champion d'Autriche 2012-2013 - ASV Spratzern Vice-champion d'Autriche 2012-2013 - FC Barcelone Champion d'Espagne 2012-2013 - AC Sparta Prague Champion de République tchèque 2012-2013 - Lillestrøm SK Champion de Norvège 2012 - Standard de Liège Meilleure équipe belge de la BeNe League 2012-2013 - Thór Akureyri Champion d'Islande 2012 - CSHVSM Kairat Champion du Kazakhstan 2012 | - UPC Tavagnacco Vice-champion d'Italie 2012-2013 - Brøndby IF Champion du Danemark 2012-2013 - Fortuna Hjørring Vice-champion du Danemark 2012-2013 - SV Neulengbach Champion d'Autriche 2012-2013 - ASV Spratzern Vice-champion d'Autriche 2012-2013 - FC Barcelone Champion d'Espagne 2012-2013 - AC Sparta Prague Champion de République tchèque 2012-2013 - Lillestrøm SK Champion de Norvège 2012 - Standard de Liège Meilleure équipe belge de la BeNe League 2012-2013 - Thór Akureyri Champion d'Islande 2012 - CSHVSM Kairat Champion du Kazakhstan 2012 | - UPC Tavagnacco Vice-champion d'Italie 2012-2013 - Brøndby IF Champion du Danemark 2012-2013 - Fortuna Hjørring Vice-champion du Danemark 2012-2013 - SV Neulengbach Champion d'Autriche 2012-2013 - ASV Spratzern Vice-champion d'Autriche 2012-2013 - FC Barcelone Champion d'Espagne 2012-2013 - AC Sparta Prague Champion de République tchèque 2012-2013 - Lillestrøm SK Champion de Norvège 2012 - Standard de Liège Meilleure équipe belge de la BeNe League 2012-2013 - Thór Akureyri Champion d'Islande 2012 - CSHVSM Kairat Champion du Kazakhstan 2012 | - UPC Tavagnacco Vice-champion d'Italie 2012-2013 - Brøndby IF Champion du Danemark 2012-2013 - Fortuna Hjørring Vice-champion du Danemark 2012-2013 - SV Neulengbach Champion d'Autriche 2012-2013 - ASV Spratzern Vice-champion d'Autriche 2012-2013 - FC Barcelone Champion d'Espagne 2012-2013 - AC Sparta Prague Champion de République tchèque 2012-2013 - Lillestrøm SK Champion de Norvège 2012 - Standard de Liège Meilleure équipe belge de la BeNe League 2012-2013 - Thór Akureyri Champion d'Islande 2012 - CSHVSM Kairat Champion du Kazakhstan 2012 | - UPC Tavagnacco Vice-champion d'Italie 2012-2013 - Brøndby IF Champion du Danemark 2012-2013 - Fortuna Hjørring Vice-champion du Danemark 2012-2013 - SV Neulengbach Champion d'Autriche 2012-2013 - ASV Spratzern Vice-champion d'Autriche 2012-2013 - FC Barcelone Champion d'Espagne 2012-2013 - AC Sparta Prague Champion de République tchèque 2012-2013 - Lillestrøm SK Champion de Norvège 2012 - Standard de Liège Meilleure équipe belge de la BeNe League 2012-2013 - Thór Akureyri Champion d'Islande 2012 - CSHVSM Kairat Champion du Kazakhstan 2012 |
| Tour de qualification | | | | | | | | | | | | | | | |
| - FC Bobruitchanka Champion de Biélorussie 2012 - Glasgow City LFC Champion d'Écosse 2012 - RTP Unia Racibórz Champion de Pologne 2012-2013 - FC Zürich Frauen Champion de Suisse 2012-2013 - FC Twente Meilleure équipe néerlandaise de la BeNe League 2012-2013 - Zhytlobud-1 Kharkiv Champion d'Ukraine 2012 - PK-35 Vantaa Champion de Finlande 2012 - PAOK Salonique Champion de Grèce 2012-2013 - MTK Budapest FC (en) Champion de Hongrie 2012-2013 - CFF Olimpia Cluj-Napoca Champion de Roumanie 2012-2013 - ŽFK Spartak Subotica Champion de Serbie 2012-2013 - Apollon Limassol LFC Champion de Chypre 2012-2013 - Atlético Ouriense Champion du Portugal 2012-2013 - ASA Tel-Aviv Champion d'Israël 2012-2013 - FC NSA Sofia Champion de Bulgarie 2012-2013 - ŽNK SFK 2000 Sarajevo Champion de Bosnie-Herzégovine 2012-2013 | - FC Bobruitchanka Champion de Biélorussie 2012 - Glasgow City LFC Champion d'Écosse 2012 - RTP Unia Racibórz Champion de Pologne 2012-2013 - FC Zürich Frauen Champion de Suisse 2012-2013 - FC Twente Meilleure équipe néerlandaise de la BeNe League 2012-2013 - Zhytlobud-1 Kharkiv Champion d'Ukraine 2012 - PK-35 Vantaa Champion de Finlande 2012 - PAOK Salonique Champion de Grèce 2012-2013 - MTK Budapest FC (en) Champion de Hongrie 2012-2013 - CFF Olimpia Cluj-Napoca Champion de Roumanie 2012-2013 - ŽFK Spartak Subotica Champion de Serbie 2012-2013 - Apollon Limassol LFC Champion de Chypre 2012-2013 - Atlético Ouriense Champion du Portugal 2012-2013 - ASA Tel-Aviv Champion d'Israël 2012-2013 - FC NSA Sofia Champion de Bulgarie 2012-2013 - ŽNK SFK 2000 Sarajevo Champion de Bosnie-Herzégovine 2012-2013 | - FC Bobruitchanka Champion de Biélorussie 2012 - Glasgow City LFC Champion d'Écosse 2012 - RTP Unia Racibórz Champion de Pologne 2012-2013 - FC Zürich Frauen Champion de Suisse 2012-2013 - FC Twente Meilleure équipe néerlandaise de la BeNe League 2012-2013 - Zhytlobud-1 Kharkiv Champion d'Ukraine 2012 - PK-35 Vantaa Champion de Finlande 2012 - PAOK Salonique Champion de Grèce 2012-2013 - MTK Budapest FC (en) Champion de Hongrie 2012-2013 - CFF Olimpia Cluj-Napoca Champion de Roumanie 2012-2013 - ŽFK Spartak Subotica Champion de Serbie 2012-2013 - Apollon Limassol LFC Champion de Chypre 2012-2013 - Atlético Ouriense Champion du Portugal 2012-2013 - ASA Tel-Aviv Champion d'Israël 2012-2013 - FC NSA Sofia Champion de Bulgarie 2012-2013 - ŽNK SFK 2000 Sarajevo Champion de Bosnie-Herzégovine 2012-2013 | - FC Bobruitchanka Champion de Biélorussie 2012 - Glasgow City LFC Champion d'Écosse 2012 - RTP Unia Racibórz Champion de Pologne 2012-2013 - FC Zürich Frauen Champion de Suisse 2012-2013 - FC Twente Meilleure équipe néerlandaise de la BeNe League 2012-2013 - Zhytlobud-1 Kharkiv Champion d'Ukraine 2012 - PK-35 Vantaa Champion de Finlande 2012 - PAOK Salonique Champion de Grèce 2012-2013 - MTK Budapest FC (en) Champion de Hongrie 2012-2013 - CFF Olimpia Cluj-Napoca Champion de Roumanie 2012-2013 - ŽFK Spartak Subotica Champion de Serbie 2012-2013 - Apollon Limassol LFC Champion de Chypre 2012-2013 - Atlético Ouriense Champion du Portugal 2012-2013 - ASA Tel-Aviv Champion d'Israël 2012-2013 - FC NSA Sofia Champion de Bulgarie 2012-2013 - ŽNK SFK 2000 Sarajevo Champion de Bosnie-Herzégovine 2012-2013 | - FC Bobruitchanka Champion de Biélorussie 2012 - Glasgow City LFC Champion d'Écosse 2012 - RTP Unia Racibórz Champion de Pologne 2012-2013 - FC Zürich Frauen Champion de Suisse 2012-2013 - FC Twente Meilleure équipe néerlandaise de la BeNe League 2012-2013 - Zhytlobud-1 Kharkiv Champion d'Ukraine 2012 - PK-35 Vantaa Champion de Finlande 2012 - PAOK Salonique Champion de Grèce 2012-2013 - MTK Budapest FC (en) Champion de Hongrie 2012-2013 - CFF Olimpia Cluj-Napoca Champion de Roumanie 2012-2013 - ŽFK Spartak Subotica Champion de Serbie 2012-2013 - Apollon Limassol LFC Champion de Chypre 2012-2013 - Atlético Ouriense Champion du Portugal 2012-2013 - ASA Tel-Aviv Champion d'Israël 2012-2013 - FC NSA Sofia Champion de Bulgarie 2012-2013 - ŽNK SFK 2000 Sarajevo Champion de Bosnie-Herzégovine 2012-2013 | - FC Bobruitchanka Champion de Biélorussie 2012 - Glasgow City LFC Champion d'Écosse 2012 - RTP Unia Racibórz Champion de Pologne 2012-2013 - FC Zürich Frauen Champion de Suisse 2012-2013 - FC Twente Meilleure équipe néerlandaise de la BeNe League 2012-2013 - Zhytlobud-1 Kharkiv Champion d'Ukraine 2012 - PK-35 Vantaa Champion de Finlande 2012 - PAOK Salonique Champion de Grèce 2012-2013 - MTK Budapest FC (en) Champion de Hongrie 2012-2013 - CFF Olimpia Cluj-Napoca Champion de Roumanie 2012-2013 - ŽFK Spartak Subotica Champion de Serbie 2012-2013 - Apollon Limassol LFC Champion de Chypre 2012-2013 - Atlético Ouriense Champion du Portugal 2012-2013 - ASA Tel-Aviv Champion d'Israël 2012-2013 - FC NSA Sofia Champion de Bulgarie 2012-2013 - ŽNK SFK 2000 Sarajevo Champion de Bosnie-Herzégovine 2012-2013 | - FC Bobruitchanka Champion de Biélorussie 2012 - Glasgow City LFC Champion d'Écosse 2012 - RTP Unia Racibórz Champion de Pologne 2012-2013 - FC Zürich Frauen Champion de Suisse 2012-2013 - FC Twente Meilleure équipe néerlandaise de la BeNe League 2012-2013 - Zhytlobud-1 Kharkiv Champion d'Ukraine 2012 - PK-35 Vantaa Champion de Finlande 2012 - PAOK Salonique Champion de Grèce 2012-2013 - MTK Budapest FC (en) Champion de Hongrie 2012-2013 - CFF Olimpia Cluj-Napoca Champion de Roumanie 2012-2013 - ŽFK Spartak Subotica Champion de Serbie 2012-2013 - Apollon Limassol LFC Champion de Chypre 2012-2013 - Atlético Ouriense Champion du Portugal 2012-2013 - ASA Tel-Aviv Champion d'Israël 2012-2013 - FC NSA Sofia Champion de Bulgarie 2012-2013 - ŽNK SFK 2000 Sarajevo Champion de Bosnie-Herzégovine 2012-2013 | - FC Bobruitchanka Champion de Biélorussie 2012 - Glasgow City LFC Champion d'Écosse 2012 - RTP Unia Racibórz Champion de Pologne 2012-2013 - FC Zürich Frauen Champion de Suisse 2012-2013 - FC Twente Meilleure équipe néerlandaise de la BeNe League 2012-2013 - Zhytlobud-1 Kharkiv Champion d'Ukraine 2012 - PK-35 Vantaa Champion de Finlande 2012 - PAOK Salonique Champion de Grèce 2012-2013 - MTK Budapest FC (en) Champion de Hongrie 2012-2013 - CFF Olimpia Cluj-Napoca Champion de Roumanie 2012-2013 - ŽFK Spartak Subotica Champion de Serbie 2012-2013 - Apollon Limassol LFC Champion de Chypre 2012-2013 - Atlético Ouriense Champion du Portugal 2012-2013 - ASA Tel-Aviv Champion d'Israël 2012-2013 - FC NSA Sofia Champion de Bulgarie 2012-2013 - ŽNK SFK 2000 Sarajevo Champion de Bosnie-Herzégovine 2012-2013 | - Raheny United Champion d'Irlande 2012-2013 - ŽNK Pomurje Champion de Slovénie 2012-2013 - FK Union Nové Zámky Champion de Slovaquie 2012-2013 - FK Gintra Universitetas Champion de Lituanie 2012 - ŽNK Osijek Champion de Croatie 2012-2013 - KÍ Klaksvík Champion des Îles Féroé 2012 - Cardiff City LFC Champion du pays de Galles 2012-2013 - ŽFK Biljanini Izvori (en) Champion de Macédoine 2012-2013 - Pärnu JK Champion d'Estonie 2012 - Konak Belediyespor Champion de Turquie 2012-2013 - Goliador Chişinău (en) Champion de Moldavie 2012-2013 - CS Newtownabbey Champion d'Irlande du Nord 2012 - Birkirkara FC Champion de Malte 2012-2013 - FK Liepajas Metalurgs Champion de Lettonie 2012 - KS Ada Velipojë Champion d'Albanie 2012-2013 - ŽFK Ekonomist Champion du Monténégro 2012-2013 | - Raheny United Champion d'Irlande 2012-2013 - ŽNK Pomurje Champion de Slovénie 2012-2013 - FK Union Nové Zámky Champion de Slovaquie 2012-2013 - FK Gintra Universitetas Champion de Lituanie 2012 - ŽNK Osijek Champion de Croatie 2012-2013 - KÍ Klaksvík Champion des Îles Féroé 2012 - Cardiff City LFC Champion du pays de Galles 2012-2013 - ŽFK Biljanini Izvori (en) Champion de Macédoine 2012-2013 - Pärnu JK Champion d'Estonie 2012 - Konak Belediyespor Champion de Turquie 2012-2013 - Goliador Chişinău (en) Champion de Moldavie 2012-2013 - CS Newtownabbey Champion d'Irlande du Nord 2012 - Birkirkara FC Champion de Malte 2012-2013 - FK Liepajas Metalurgs Champion de Lettonie 2012 - KS Ada Velipojë Champion d'Albanie 2012-2013 - ŽFK Ekonomist Champion du Monténégro 2012-2013 | - Raheny United Champion d'Irlande 2012-2013 - ŽNK Pomurje Champion de Slovénie 2012-2013 - FK Union Nové Zámky Champion de Slovaquie 2012-2013 - FK Gintra Universitetas Champion de Lituanie 2012 - ŽNK Osijek Champion de Croatie 2012-2013 - KÍ Klaksvík Champion des Îles Féroé 2012 - Cardiff City LFC Champion du pays de Galles 2012-2013 - ŽFK Biljanini Izvori (en) Champion de Macédoine 2012-2013 - Pärnu JK Champion d'Estonie 2012 - Konak Belediyespor Champion de Turquie 2012-2013 - Goliador Chişinău (en) Champion de Moldavie 2012-2013 - CS Newtownabbey Champion d'Irlande du Nord 2012 - Birkirkara FC Champion de Malte 2012-2013 - FK Liepajas Metalurgs Champion de Lettonie 2012 - KS Ada Velipojë Champion d'Albanie 2012-2013 - ŽFK Ekonomist Champion du Monténégro 2012-2013 | - Raheny United Champion d'Irlande 2012-2013 - ŽNK Pomurje Champion de Slovénie 2012-2013 - FK Union Nové Zámky Champion de Slovaquie 2012-2013 - FK Gintra Universitetas Champion de Lituanie 2012 - ŽNK Osijek Champion de Croatie 2012-2013 - KÍ Klaksvík Champion des Îles Féroé 2012 - Cardiff City LFC Champion du pays de Galles 2012-2013 - ŽFK Biljanini Izvori (en) Champion de Macédoine 2012-2013 - Pärnu JK Champion d'Estonie 2012 - Konak Belediyespor Champion de Turquie 2012-2013 - Goliador Chişinău (en) Champion de Moldavie 2012-2013 - CS Newtownabbey Champion d'Irlande du Nord 2012 - Birkirkara FC Champion de Malte 2012-2013 - FK Liepajas Metalurgs Champion de Lettonie 2012 - KS Ada Velipojë Champion d'Albanie 2012-2013 - ŽFK Ekonomist Champion du Monténégro 2012-2013 | - Raheny United Champion d'Irlande 2012-2013 - ŽNK Pomurje Champion de Slovénie 2012-2013 - FK Union Nové Zámky Champion de Slovaquie 2012-2013 - FK Gintra Universitetas Champion de Lituanie 2012 - ŽNK Osijek Champion de Croatie 2012-2013 - KÍ Klaksvík Champion des Îles Féroé 2012 - Cardiff City LFC Champion du pays de Galles 2012-2013 - ŽFK Biljanini Izvori (en) Champion de Macédoine 2012-2013 - Pärnu JK Champion d'Estonie 2012 - Konak Belediyespor Champion de Turquie 2012-2013 - Goliador Chişinău (en) Champion de Moldavie 2012-2013 - CS Newtownabbey Champion d'Irlande du Nord 2012 - Birkirkara FC Champion de Malte 2012-2013 - FK Liepajas Metalurgs Champion de Lettonie 2012 - KS Ada Velipojë Champion d'Albanie 2012-2013 - ŽFK Ekonomist Champion du Monténégro 2012-2013 | - Raheny United Champion d'Irlande 2012-2013 - ŽNK Pomurje Champion de Slovénie 2012-2013 - FK Union Nové Zámky Champion de Slovaquie 2012-2013 - FK Gintra Universitetas Champion de Lituanie 2012 - ŽNK Osijek Champion de Croatie 2012-2013 - KÍ Klaksvík Champion des Îles Féroé 2012 - Cardiff City LFC Champion du pays de Galles 2012-2013 - ŽFK Biljanini Izvori (en) Champion de Macédoine 2012-2013 - Pärnu JK Champion d'Estonie 2012 - Konak Belediyespor Champion de Turquie 2012-2013 - Goliador Chişinău (en) Champion de Moldavie 2012-2013 - CS Newtownabbey Champion d'Irlande du Nord 2012 - Birkirkara FC Champion de Malte 2012-2013 - FK Liepajas Metalurgs Champion de Lettonie 2012 - KS Ada Velipojë Champion d'Albanie 2012-2013 - ŽFK Ekonomist Champion du Monténégro 2012-2013 | - Raheny United Champion d'Irlande 2012-2013 - ŽNK Pomurje Champion de Slovénie 2012-2013 - FK Union Nové Zámky Champion de Slovaquie 2012-2013 - FK Gintra Universitetas Champion de Lituanie 2012 - ŽNK Osijek Champion de Croatie 2012-2013 - KÍ Klaksvík Champion des Îles Féroé 2012 - Cardiff City LFC Champion du pays de Galles 2012-2013 - ŽFK Biljanini Izvori (en) Champion de Macédoine 2012-2013 - Pärnu JK Champion d'Estonie 2012 - Konak Belediyespor Champion de Turquie 2012-2013 - Goliador Chişinău (en) Champion de Moldavie 2012-2013 - CS Newtownabbey Champion d'Irlande du Nord 2012 - Birkirkara FC Champion de Malte 2012-2013 - FK Liepajas Metalurgs Champion de Lettonie 2012 - KS Ada Velipojë Champion d'Albanie 2012-2013 - ŽFK Ekonomist Champion du Monténégro 2012-2013 | - Raheny United Champion d'Irlande 2012-2013 - ŽNK Pomurje Champion de Slovénie 2012-2013 - FK Union Nové Zámky Champion de Slovaquie 2012-2013 - FK Gintra Universitetas Champion de Lituanie 2012 - ŽNK Osijek Champion de Croatie 2012-2013 - KÍ Klaksvík Champion des Îles Féroé 2012 - Cardiff City LFC Champion du pays de Galles 2012-2013 - ŽFK Biljanini Izvori (en) Champion de Macédoine 2012-2013 - Pärnu JK Champion d'Estonie 2012 - Konak Belediyespor Champion de Turquie 2012-2013 - Goliador Chişinău (en) Champion de Moldavie 2012-2013 - CS Newtownabbey Champion d'Irlande du Nord 2012 - Birkirkara FC Champion de Malte 2012-2013 - FK Liepajas Metalurgs Champion de Lettonie 2012 - KS Ada Velipojë Champion d'Albanie 2012-2013 - ŽFK Ekonomist Champion du Monténégro 2012-2013 |

## Calendrier
| Nom                           | Date aller                    | Date retour                   | Équipes participantes         | Équipes restantes             | Date tirage au sort           |
| Phase de qualification (2013) | Phase de qualification (2013) | Phase de qualification (2013) | Phase de qualification (2013) | Phase de qualification (2013) | Phase de qualification (2013) |
| ----------------------------- | ----------------------------- | ----------------------------- | ----------------------------- | ----------------------------- | ----------------------------- |
| Phase de qualification        | du 8 au 13 août               | du 8 au 13 août               | 32                            | 32                            | 27 juin                       |
| Phase finale (2013-2014)      |                               |                               |                               |                               |                               |
| Seizièmes de finale           | 9-10 octobre                  | 16-17 octobre                 | 32                            | 16                            | 5 septembre                   |
| Huitièmes de finale           | 9-10 novembre                 | 13-14 novembre                | 16                            | 8                             | 5 septembre                   |
| Quarts de finale              | 21-22 mars                    | 28-29 mars                    | 8                             | 4                             | 21 novembre                   |
| Demi-finale                   | 19-20 avril                   | 26-27 avril                   | 4                             | 2                             | 21 novembre                   |
| Finale                        | 22 mai                        | 22 mai                        | 2                             | 1                             | 21 novembre                   |

## Phase de qualification
La phase de groupes est composée de huit groupes de quatre équipes réparties dans les chapeaux suivants selon le coefficient UEFA des clubs à l'issue de la saison 2012-2013 :
| Chapeau 1               | Coeff. | Chapeau 2            | Coeff. | Chapeau 3               | Coeff. | Chapeau 4                 | Coeff. |
| ----------------------- | ------ | -------------------- | ------ | ----------------------- | ------ | ------------------------- | ------ |
| Glasgow City LFC        | 23,275 | PK-35 Vantaa         | 10,290 | ŽNK Osijek              | 5,985  | Konak Belediyespor        | 0,990  |
| RTP Unia Racibórz       | 19,945 | Zhytlobud-1 Kharkiv  | 09,290 | FK Gintra Universitetas | 5,985  | CS Newtownabbey           | 0,825  |
| FCF Zürich              | 17,615 | ŽFK Spartak Subotica | 08,960 | ŽNK Pomurje             | 4,310  | ŽFK Biljanini Izvori (en) | 0,660  |
| PAOK Salonique          | 16,625 | FC Twente            | 08,775 | Raheny United           | 2,805  | Goliador Chişinău (en)    | 0,165  |
| Apollon Limassol LFC    | 15,960 | FC NSA Sofia         | 08,645 | Atlético Ouriense       | 2,805  | KS Ada Velipojë           | 0,000  |
| CFF Olimpia Cluj-Napoca | 13,620 | ASA Tel-Aviv         | 08,140 | Cardiff City LFC        | 2,655  | FK Liepājas Metalurgs     | 0,000  |
| MTK Budapest (en)       | 12,625 | FC Bobruitchanka     | 08,125 | FK Union Nové Zámky     | 2,475  | Birkirkara FC             | 0,000  |
| ŽNK SFK 2000 Sarajevo   | 11,305 | KÍ Klaksvík          | 06,650 | Pärnu JK                | 1,660  | ŽFK Ekonomist             | 0,000  |

### Groupe A
Les matchs se déroulent à Sarajevo en Bosnie-Herzégovine.
| Rang | Équipe                | Pts | J | G | N | P | Bp | Bc | Diff |
| ---- | --------------------- | --- | - | - | - | - | -- | -- | ---- |
| 1    | Konak Belediyespor    | 9   | 3 | 3 | 0 | 0 | 5  | 1  | +4   |
| 2    | ŽNK SFK 2000 Sarajevo | 6   | 3 | 2 | 0 | 1 | 7  | 4  | +3   |
| 3    | FC NSA Sofia          | 3   | 3 | 1 | 0 | 2 | 4  | 5  | -1   |
| 4    | Cardiff City LFC      | 0   | 3 | 0 | 0 | 3 | 0  | 6  | -6   |

| Résultats (▼dom., ►ext.) |  |     |     |     |
| Cardiff City LFC         |  | 0-1 | 0-3 | 0-2 |
| Konak Belediyespor       |  |     | 2-1 | 2-0 |
| ŽNK SFK 2000 Sarajevo    |  |     |     | 3-2 |
| FC NSA Sofia             |  |     |     |     |

### Groupe B
Les matchs se déroulent à Cluj en Roumanie.
| Rang | Équipe                  | Pts | J | G | N | P | Bp | Bc | Diff |
| ---- | ----------------------- | --- | - | - | - | - | -- | -- | ---- |
| 1    | ŽFK Spartak Subotica    | 9   | 3 | 3 | 0 | 0 | 24 | 3  | +21  |
| 2    | CFF Olimpia Cluj-Napoca | 6   | 3 | 2 | 0 | 1 | 13 | 8  | +5   |
| 3    | FK Gintra Universitetas | 3   | 3 | 1 | 0 | 2 | 2  | 9  | -7   |
| 4    | FK Liepājas Metalurgs   | 0   | 3 | 0 | 0 | 3 | 0  | 19 | -19  |

| Résultats (▼dom., ►ext.) |  |     |     |      |
| CFF Olimpia Cluj-Napoca  |  | 3-0 | 7-0 | 3-8  |
| FK Gintra Universitetas  |  |     | 2-0 | 0-6  |
| FK Liepājas Metalurgs    |  |     |     | 0-10 |
| ŽFK Spartak Subotica     |  |     |     |      |

### Groupe C
Les matchs se déroulent à Belfast en Irlande du Nord.
| Rang | Équipe              | Pts | J | G | N | P | Bp | Bc | Diff |
| ---- | ------------------- | --- | - | - | - | - | -- | -- | ---- |
| 1    | MTK Budapest (en)   | 9   | 3 | 3 | 0 | 0 | 6  | 2  | +4   |
| 2    | Zhytlobud-1 Kharkiv | 6   | 3 | 2 | 0 | 1 | 7  | 2  | +5   |
| 3    | Raheny United       | 3   | 3 | 1 | 0 | 2 | 5  | 6  | -1   |
| 4    | CS Newtownabbey     | 0   | 3 | 0 | 0 | 3 | 1  | 9  | -8   |

| Résultats (▼dom., ►ext.) |  |     |     |     |
| MTK Budapest (en)        |  | 1-0 | 2-0 | 3-2 |
| Zhytlobud-1 Kharkiv      |  |     | 5-0 | 2-1 |
| CS Newtownabbey          |  |     |     | 1-2 |
| Raheny United            |  |     |     |     |

### Groupe D
Les matchs se déroulent à Fátima et à Torres Novas au Portugal.
| Rang | Équipe            | Pts | J | G | N | P | Bp | Bc | Diff |
| ---- | ----------------- | --- | - | - | - | - | -- | -- | ---- |
| 1    | FCF Zürich        | 9   | 3 | 3 | 0 | 0 | 12 | 1  | +11  |
| 2    | Atlético Ouriense | 4   | 3 | 1 | 1 | 1 | 3  | 7  | -4   |
| 3    | ŽFK Ekonomist     | 2   | 3 | 0 | 2 | 1 | 3  | 6  | -3   |
| 4    | KÍ Klaksvík       | 1   | 3 | 0 | 1 | 2 | 2  | 6  | -4   |

| Résultats (▼dom., ►ext.) |  |     |     |     |
| ŽFK Ekonomist            |  | 1-1 | 1-1 | 1-4 |
| KÍ Klaksvík              |  |     | 1-2 | 0-3 |
| Atlético Ouriense        |  |     |     | 0-5 |
| FCF Zürich               |  |     |     |     |

### Groupe E
Les matchs se déroulent à Lendava et Beltinci en Slovénie.
| Rang | Équipe            | Pts | J | G | N | P | Bp | Bc | Diff |
| ---- | ----------------- | --- | - | - | - | - | -- | -- | ---- |
| 1    | RTP Unia Racibórz | 7   | 3 | 2 | 1 | 0 | 10 | 1  | +9   |
| 2    | ŽNK Pomurje       | 6   | 3 | 2 | 0 | 1 | 17 | 4  | +13  |
| 3    | FC Bobruitchanka  | 4   | 3 | 1 | 1 | 1 | 4  | 4  | 0    |
| 4    | KS Ada Velipojë   | 0   | 3 | 0 | 0 | 3 | 1  | 23 | -22  |

| Résultats (▼dom., ►ext.) |  |     |      |     |
| KS Ada Velipojë          |  | 1-3 | 0-13 | 0-7 |
| FC Bobruitchanka         |  |     | 1-3  | 0-0 |
| ŽNK Pomurje              |  |     |      | 1-3 |
| RTP Unia Racibórz        |  |     |      |     |

### Groupe F
Les matchs se déroulent à Vantaa et Helsinki en Finlande.
| Rang | Équipe                    | Pts | J | G | N | P | Bp | Bc | Diff |
| ---- | ------------------------- | --- | - | - | - | - | -- | -- | ---- |
| 1    | PK-35 Vantaa              | 7   | 3 | 2 | 1 | 0 | 15 | 2  | +13  |
| 2    | Pärnu JK                  | 7   | 3 | 2 | 1 | 0 | 6  | 2  | +4   |
| 3    | PAOK Salonique            | 3   | 3 | 1 | 0 | 2 | 7  | 5  | +2   |
| 4    | ŽFK Biljanini Izvori (en) | 0   | 3 | 0 | 0 | 3 | 2  | 21 | -19  |

| Résultats (▼dom., ►ext.)  |  |     |     |      |
| ŽFK Biljanini Izvori (en) |  | 1-3 | 0-5 | 1-13 |
| Pärnu JK                  |  |     | 3-1 | 0-0  |
| PAOK Salonique            |  |     |     | 1-2  |
| PK-35 Vantaa              |  |     |     |      |

### Groupe G
Les matchs se déroulent à Paphos à Chypre.
| Rang | Équipe                 | Pts | J | G | N | P | Bp | Bc | Diff |
| ---- | ---------------------- | --- | - | - | - | - | -- | -- | ---- |
| 1    | Apollon Limassol LFC   | 9   | 3 | 3 | 0 | 0 | 6  | 0  | +6   |
| 2    | ASA Tel-Aviv           | 4   | 3 | 1 | 1 | 1 | 6  | 3  | +3   |
| 3    | FK Union Nové Zámky    | 4   | 3 | 1 | 1 | 1 | 6  | 2  | +4   |
| 4    | Goliador Chişinău (en) | 0   | 3 | 0 | 0 | 3 | 0  | 13 | -13  |

| Résultats (▼dom., ►ext.) |  |     |     |     |
| Goliador Chişinău (en)   |  | 0-1 | 0-6 | 0-6 |
| Apollon Limassol LFC     |  |     | 2-0 | 3-0 |
| FK Union Nové Zámky      |  |     |     | 0-0 |
| ASA Tel-Aviv             |  |     |     |     |

### Groupe H
Les matchs se déroulent à Hengelo et Enschede aux Pays-Bas.
| Rang | Équipe           | Pts | J | G | N | P | Bp | Bc | Diff |
| ---- | ---------------- | --- | - | - | - | - | -- | -- | ---- |
| 1    | Glasgow City LFC | 9   | 3 | 3 | 0 | 0 | 18 | 0  | +18  |
| 2    | FC Twente        | 6   | 3 | 2 | 0 | 1 | 10 | 2  | +8   |
| 3    | ŽNK Osijek       | 3   | 3 | 1 | 0 | 2 | 7  | 12 | -5   |
| 4    | Birkirkara FC    | 0   | 3 | 0 | 0 | 3 | 1  | 22 | -21  |

| Résultats (▼dom., ►ext.) |  |     |     |     |
| Birkirkara FC            |  | 0-9 | 1-7 | 0-6 |
| Glasgow City LFC         |  |     | 7-0 | 2-0 |
| ŽNK Osijek               |  |     |     | 0-4 |
| FC Twente                |  |     |     |     |

### Deuxièmes des groupes
Les résultats des deuxièmes de chaque groupe sont repris dans un autre classement où l'on ne tient compte que des résultats face aux premiers et au troisièmes de chaque groupes, les deux meilleurs se qualifient également pour les seizièmes de finale.
| Rang | Équipe                  | Pts | J | G | N | P | Bp | Bc | Diff |
| ---- | ----------------------- | --- | - | - | - | - | -- | -- | ---- |
| 1    | Pärnu JK                | 4   | 2 | 1 | 1 | 0 | 3  | 1  | +2   |
| 2    | FC Twente               | 3   | 2 | 1 | 0 | 1 | 4  | 2  | +2   |
| 3    | ŽNK SFK 2000 Sarajevo   | 3   | 2 | 1 | 0 | 1 | 4  | 4  | 0    |
| 4    | ŽNK Pomurje             | 3   | 2 | 1 | 0 | 1 | 4  | 4  | 0    |
| 5    | Zhytlobud-1 Kharkiv     | 3   | 2 | 1 | 0 | 1 | 2  | 2  | 0    |
| 6    | CFF Olimpia Cluj-Napoca | 3   | 2 | 1 | 0 | 1 | 6  | 8  | -2   |
| 7    | ASA Tel-Aviv            | 1   | 2 | 0 | 1 | 1 | 0  | 3  | -3   |
| 8    | Atlético Ouriense       | 1   | 2 | 0 | 1 | 1 | 1  | 6  | -5   |

## Phase finale
La phase finale oppose les vingt-deux équipes qualifiées directement, les premiers de chaque groupe et les deux meilleurs deuxième lors de matchs aller-retour selon un tirage au sort avec têtes de séries pour les seizièmes de finale puis intégral à partir des huitièmes de finale. Les têtes de série pour les seizièmes de finale sont définies selon le coefficient UEFA 2012-2013 des clubs :
| Tête de série         | Coeff.  | Non tête de série    | Coeff. |
| --------------------- | ------- | -------------------- | ------ |
| Olympique lyonnais    | 132,885 | Tyresö FF            | 19,305 |
| FFC Turbine Potsdam   | 098,445 | FCF Zürich           | 17,615 |
| Arsenal LFC           | 083,335 | Standard de Liège    | 17,280 |
| WFC Rossiyanka        | 058,305 | UPC Tavagnacco       | 17,210 |
| Torres CF             | 057,210 | Apollon Limassol LFC | 15,960 |
| VfL Wolfsbourg        | 051,445 | CSHVSM Kairat        | 14,270 |
| Brøndby IF            | 045,385 | MTK Budapest (en)    | 12,625 |
| LBFC Malmö            | 045,305 | FC Barcelone         | 12,405 |
| AC Sparta Prague      | 044,555 | Lillestrøm SK        | 12,230 |
| Fortuna Hjørring      | 041,385 | PK-35 Vantaa         | 10,290 |
| Paris Saint-Germain   | 037,885 | ASV Spratzern        | 09,240 |
| SV Neulengbach        | 037,240 | Thór Akureyri        | 09,270 |
| FK Zorkiy Krasnogorsk | 026,305 | ŽFK Spartak Subotica | 08,960 |
| Glasgow City LFC      | 023,275 | FC Twente            | 08,775 |
| Birmingham City LFC   | 021,335 | Pärnu JK             | 01,660 |
| RTP Unia Racibórz     | 019,945 | Konak Belediyespor   | 00,990 |

### Seizièmes de finale
| Pays | Club                 | Aller | Retour | Club                  | Pays |
| ---- | -------------------- | ----- | ------ | --------------------- | ---- |
|      | Konak Belediyespor   | 2-1   | 0-0    | RTP Unia Racibórz     |      |
|      | MTK Budapest (en)    | 0-5   | 0-6    | FFC Turbine Potsdam   |      |
|      | Standard de Liège    | 2-2   | 1-3    | Glasgow City LFC      |      |
|      | Tyresö FF            | 2-1   | 0-0    | Paris Saint-Germain   |      |
|      | Pärnu JK             | 0-14  | 0-13   | VfL Wolfsbourg        |      |
|      | ASV Spratzern        | 2-2   | 1-3    | Torres CF             |      |
|      | Apollon Limassol LFC | 1-2   | 1-1    | SV Neulengbach        |      |
|      | ŽFK Spartak Subotica | 2-4   | 1-1    | WFC Rossiyanka        |      |
|      | PK-35 Vantaa         | 0-3   | 0-1    | Birmingham City LFC   |      |
|      | FCF Zürich           | 2-1   | 1-1    | AC Sparta Prague      |      |
|      | Lillestrøm SK        | 1-3   | 0-5    | LBFC Malmö            |      |
|      | FC Twente            | 0-4   | 0-6    | Olympique lyonnais    |      |
|      | CSHVSM Kairat        | 1-7   | 1-11   | Arsenal LFC           |      |
|      | FC Barcelone         | 0-0   | 2-2    | Brøndby IF            |      |
|      | Thór Akureyri        | 1-2   | 1-4    | FK Zorkiy Krasnogorsk |      |
|      | UPC Tavagnacco       | 3-2   | 0-2    | Fortuna Hjørring      |      |

### Huitièmes de finale
| Pays | Club                  | Aller | Retour | Club                | Pays |
| ---- | --------------------- | ----- | ------ | ------------------- | ---- |
|      | FC Barcelone          | 3-0   | 3-1    | FCF Zürich          |      |
|      | Konak Belediyespor    | 0-3   | 0-3    | SV Neulengbach      |      |
|      | Fortuna Hjørring      | 1-2   | 0-4    | Tyresö FF           |      |
|      | WFC Rossiyanka        | 1-0   | 0-2    | Torres CF           |      |
|      | FFC Turbine Potsdam   | 0-1   | 2-1    | Olympique lyonnais  |      |
|      | FK Zorkiy Krasnogorsk | 0-2   | 2-5    | Birmingham City LFC |      |
|      | LBFC Malmö            | 1-2   | 1-3    | VfL Wolfsbourg      |      |
|      | Arsenal LFC           | 3-0   | 3-2    | Glasgow City LFC    |      |

### Tableau final
Le tirage au sort intégral du tableau final a eu lieu le 21 novembre 2013 au siège de l'UEFA. Les demi-finales et la finale sont aussi tirées au sort à ce moment-là.
|  | Quarts de finale    | Quarts de finale    | Quarts de finale    | Quarts de finale   |                     |                     | Demi-finales        | Demi-finales        | Demi-finales        | Demi-finales        |  |  | Finale      | Finale      | Finale      | Finale      |
|  |                     |                     |                     |                    |                     |                     |                     |                     |                     |                     |  |  |             |             |             |             |
|  | 24 et 30 mars 2014  | 24 et 30 mars 2014  | 24 et 30 mars 2014  | 24 et 30 mars 2014 |                     |                     | 19 et 26 avril 2014 | 19 et 26 avril 2014 | 19 et 26 avril 2014 | 19 et 26 avril 2014 |  |  | 22 mai 2014 | 22 mai 2014 | 22 mai 2014 | 22 mai 2014 |
|  | 24 et 30 mars 2014  | 24 et 30 mars 2014  | 24 et 30 mars 2014  | 24 et 30 mars 2014 |                     |                     | 19 et 26 avril 2014 | 19 et 26 avril 2014 | 19 et 26 avril 2014 | 19 et 26 avril 2014 |  |  | 22 mai 2014 | 22 mai 2014 | 22 mai 2014 | 22 mai 2014 |
|  | Birmingham City LFC | Birmingham City LFC | 1                   | 2                  |                     |                     | 19 et 26 avril 2014 | 19 et 26 avril 2014 | 19 et 26 avril 2014 | 19 et 26 avril 2014 |  |  | 22 mai 2014 | 22 mai 2014 | 22 mai 2014 | 22 mai 2014 |
|  | Birmingham City LFC | Birmingham City LFC | 1                   | 2                  |                     |                     | 19 et 26 avril 2014 | 19 et 26 avril 2014 | 19 et 26 avril 2014 | 19 et 26 avril 2014 |  |  | 22 mai 2014 | 22 mai 2014 | 22 mai 2014 | 22 mai 2014 |
|  | Arsenal LFC         | Arsenal LFC         | 0                   | 0                  |                     |                     | 19 et 26 avril 2014 | 19 et 26 avril 2014 | 19 et 26 avril 2014 | 19 et 26 avril 2014 |  |  | 22 mai 2014 | 22 mai 2014 | 22 mai 2014 | 22 mai 2014 |
|  | Arsenal LFC         | Arsenal LFC         | 0                   | 0                  | Birmingham City LFC | Birmingham City LFC | 0                   | 0                   |                     |                     |  |  | 22 mai 2014 | 22 mai 2014 | 22 mai 2014 | 22 mai 2014 |
|  | 23 et 29 mars 2014  |                     |                     |                    | Birmingham City LFC | Birmingham City LFC | 0                   | 0                   |                     |                     |  |  | 22 mai 2014 | 22 mai 2014 | 22 mai 2014 | 22 mai 2014 |
|  |                     |                     | Tyresö FF           | Tyresö FF          | 0                   | 3                   |                     |                     |                     |                     |  |  | 22 mai 2014 | 22 mai 2014 | 22 mai 2014 | 22 mai 2014 |
|  | Tyresö FF           | Tyresö FF           | Tyresö FF           | Tyresö FF          | 0                   | 3                   | 8                   | 0                   |                     |                     |  |  | 22 mai 2014 | 22 mai 2014 | 22 mai 2014 | 22 mai 2014 |
|  | Tyresö FF           | Tyresö FF           | 19 et 27 avril 2014 |                    |                     |                     | 8                   | 0                   |                     |                     |  |  | 22 mai 2014 | 22 mai 2014 | 22 mai 2014 | 22 mai 2014 |
|  | SV Neulengbach      | SV Neulengbach      | 1                   | 0                  |                     |                     |                     |                     |                     |                     |  |  | 22 mai 2014 | 22 mai 2014 | 22 mai 2014 | 22 mai 2014 |
|  | SV Neulengbach      | SV Neulengbach      | 1                   | 0                  | Tyresö FF           | Tyresö FF           | 3                   | 3                   |                     |                     |  |  |             |             |             |             |
|  | 23 et 30 mars 2014  |                     |                     |                    | Tyresö FF           | Tyresö FF           | 3                   | 3                   |                     |                     |  |  |             |             |             |             |
|  |                     |                     | VfL Wolfsbourg      | VfL Wolfsbourg     | 4                   | 4                   |                     |                     |                     |                     |  |  |             |             |             |             |
|  | Torres CF           | Torres CF           | VfL Wolfsbourg      | VfL Wolfsbourg     | 4                   | 4                   | 0                   | 1                   |                     |                     |  |  |             |             |             |             |
|  | Torres CF           | Torres CF           |                     |                    |                     |                     |                     |                     |                     |                     |  |  |             |             |             |             |
|  | FFC Turbine Potsdam | FFC Turbine Potsdam | 8                   | 4                  |                     |                     |                     |                     |                     |                     |  |  |             |             |             |             |
|  | FFC Turbine Potsdam | FFC Turbine Potsdam | 8                   | 4                  | FFC Turbine Potsdam | FFC Turbine Potsdam | 0                   | 2                   |                     |                     |  |  |             |             |             |             |
|  | 23 et 30 mars 2014  |                     |                     |                    | FFC Turbine Potsdam | FFC Turbine Potsdam | 0                   | 2                   |                     |                     |  |  |             |             |             |             |
|  |                     |                     | VfL Wolfsbourg      | VfL Wolfsbourg     | 0                   | 4                   |                     |                     |                     |                     |  |  |             |             |             |             |
|  | VfL Wolfsbourg      | VfL Wolfsbourg      | VfL Wolfsbourg      | VfL Wolfsbourg     | 0                   | 4                   | 3                   | 2                   |                     |                     |  |  |             |             |             |             |
|  | VfL Wolfsbourg      | VfL Wolfsbourg      |                     |                    |                     |                     |                     | 2                   |                     |                     |  |  |             |             |             |             |
|  | FC Barcelone        | FC Barcelone        | 0                   | 0                  |                     |                     |                     |                     |                     |                     |  |  |             |             |             |             |
|  | FC Barcelone        | FC Barcelone        | 0                   | 0                  |                     |                     |                     |                     |                     |                     |  |  |             |             |             |             |
|  |                     |                     |                     |                    |                     |                     |                     |                     |                     |                     |  |  |             |             |             |             |

### Quarts de finale
| Pays | Club                | Aller | Retour | Club                | Pays |
| ---- | ------------------- | ----- | ------ | ------------------- | ---- |
|      | Birmingham City LFC | 1-0   | 2-0    | Arsenal LFC         |      |
|      | Tyresö FF           | 8-1   | 0-0    | SV Neulengbach      |      |
|      | Torres CF           | 0-8   | 1-4    | FFC Turbine Potsdam |      |
|      | VfL Wolfsbourg      | 3-0   | 2-0    | FC Barcelone        |      |

### Demi-finales
| Pays | Club                | Aller | Retour | Club           | Pays |
| ---- | ------------------- | ----- | ------ | -------------- | ---- |
|      | Birmingham City LFC | 0-0   | 0-3    | Tyresö FF      |      |
|      | FFC Turbine Potsdam | 0-0   | 2-4    | VfL Wolfsbourg |      |

### Finale
| 22 mai 2014  | Tyresö FF                                    | 3 – 4 | VfL Wolfsbourg                                                                  | Stade de Restelo, Lisbonne                                                                                     | |
| 19 h 30 CEST | Marta 28e · Verónica Boquete 30e · Marta 56e |       | Alexandra Popp 47e · Martina Müller 53e · Verena Faißt 68e · Martina Müller 80e | Spectateurs : 10 000 Arbitrage : Kateryna Monzul Natalia Rachynska (a) Maryna Striletska (a) Kateryna Zora (q) | Spectateurs : 10 000 Arbitrage : Kateryna Monzul Natalia Rachynska (a) Maryna Striletska (a) Kateryna Zora (q) |
| 19 h 30 CEST | Rapport                                      |       |                                                                                 | Spectateurs : 10 000 Arbitrage : Kateryna Monzul Natalia Rachynska (a) Maryna Striletska (a) Kateryna Zora (q) | Spectateurs : 10 000 Arbitrage : Kateryna Monzul Natalia Rachynska (a) Maryna Striletska (a) Kateryna Zora (q) |

| G               | 21 | Carola Söberg      |   |     |
| D               | 25 | Meghan Klingenberg |   | 69e |
| D               | 23 | Linda Sembrant     |   |     |
| D               | 3  | Whitney Engen      |   |     |
| D               | 5  | Line Røddik Hansen |   |     |
| M               | 7  | Lisa Dahlkvist     |   | 83e |
| M               | 17 | Caroline Seger     | 0 | 79e |
| M               | 9  | Verónica Boquete   |   |     |
| A               | 12 | Malin Diaz         |   | 67e |
| A               | 10 | Marta              |   |     |
| A               | 13 | Christen Press     |   |     |
| Remplaçantes :  |    |                    |   |     |
| D               | 8  | Thaisa             |   | 83e |
| M               | 6  | Lisa Klinga        |   | 69e |
| A               | 11 | Madelaine Edlund   |   | 67e |
| Entraîneur :    |    |                    |   |     |
| Tony Gustavsson |    |                    |   |     |

| G               | 1  | Almuth Schult     |  |     |
| D               | 2  | Luisa Wensing     |  |     |
| D               | 4  | Nilla Fischer     |  |     |
| D               | 27 | Josephine Henning |  |     |
| D               | 20 | Stephanie Bunte   |  |     |
| M               | 13 | Nadine Keßler     |  |     |
| M               | 28 | Lena Goeßling     |  | 90e |
| M               | 9  | Anna Blässe       |  |     |
| M               | 10 | Selina Wagner     |  | 46e |
| A               | 25 | Martina Müller    |  |     |
| A               | 11 | Alexandra Popp    |  |     |
| Remplaçantes :  |    |                   |  |     |
| D               | 22 | Verena Faißt      |  | 46e |
| M               | 18 | Ivonne Hartmann   |  | 90e |
| Entraîneur :    |    |                   |  |     |
| Ralf Kellermann |    |                   |  |     |

| Champion d'Europe 2014        |
| ----------------------------- |
| Drapeau de l'Allemagne        |
| VfL Wolfsbourg Deuxième titre |